# Habrotrocha pulchra
Habrotrocha pulchra är en hjuldjursart som först beskrevs av Murray 1905.  Habrotrocha pulchra ingår i släktet Habrotrocha och familjen Habrotrochidae. Inga underarter finns listade i Catalogue of Life.